# Santo António da Serra (Machico)
Santo António da Serra es una freguesia portuguesa del concelho de Machico, con 8,65 km² de superficie y 1.355 habitantes (2001). Su densidad de población es de 156,6 hab/km².